# Flipper (radioprogram)
Flipper var ett kultur- och samhällsprogram som sändes i Sveriges Radio P3 1993–2006.
Programmet hade många programledare genom åren, bland andra Karin Magnusson (tidigare Magnusson Klingberg, 1995–2003), Marcus Lindeen (2001–2004), Lo Kauppi (2005), Shima Niavarani (2006) och Inti Chavez Perez (2006).
Flipperprogrammet med underrubriken Kulturungar tilldelades Stora Radiopriset 2006 i klassen "Årets nyskapande programsatsning". Flipper gjordes sedan 2002 av Produktionsbolaget Filt. Sista programmet sändes 30 december 2006.
Flipper ersattes senare av P3 Kultur.